# Pháo đài Kostolec
Pháo đài Kostolec (tiếng Slovakia: Kostolec hradisko) là một khu định cư kiên cố của người Đại Moravia, tọa lạc ở độ cao 240 mét so với mực nước biển, thuộc địa phận làng Ducové, vùng Trnava, Slovakia. Đây là một địa điểm khảo cổ quan trọng ở vùng núi Považský Inovec, thuộc sở hữu của Giáo hội Công giáo La Mã. Vào ngày 10 tháng 7 năm 1973, pháo đài Kostolec được ghi danh vào Danh sách Di tích Trung ương theo quyết định của Bộ Văn hóa Cộng hòa Slovakia. Năm 1970, theo Nghị quyết của Chủ tịch Hội đồng Quốc gia Slovakia, pháo đài được công nhận là di tích văn hóa quốc gia.

## Lịch sử
Viện Khảo cổ học thuộc Viện Hàn lâm Khoa học Slovakia ở Nitra đã thực hiện một nghiên cứu khảo cổ học có hệ thống tại địa điểm này vào các năm 1968 - 1972 vào năm 1975. Các vết tích cho thấy có sự định cư ở đây từ thời kỳ đồ đá mới (22.000 năm trước Công nguyên) và thời đại đồ đá (2.000 năm trước Công nguyên). Dấu vết định cư từ thời La Mã (thế kỷ 2 và 3) cũng nổi bật.
Pháo đài đóng vai trò then chốt trong thời kỳ Đại Moravia vào thế kỷ 9 và đầu thế kỷ 10. Nơi đây từng có một trang viên quý tộc thời phong kiến kiên cố, được bao quanh bởi thành lũy và hào sâu. Vào thế kỷ 15, một số nông trại được dựng lên ở đây, và địa điểm này đôi khi được sử dụng cho mục đích quân sự.